# Sous-Parsat
Sous-Parsat è un comune francese di 150 abitanti situato nel dipartimento della Creuse nella regione della Nuova Aquitania.

## Società

### Evoluzione demografica
Abitanti censiti